# 木住川
木住川（こずみがわ）は、京都府南丹市日吉町を流れる淀川水系桂川の一次支流の一級河川。

## 地理
木住川は、日吉町生畑の北東部、京都市右京区京北漆谷町との境付近から流れ出し、日吉町木住を貫流、京都府道364号中地日吉線の小道津バス停の東で桂川（大堰川）の右岸に合流する。上流部は生畑川（きはたがわ）とも呼ぶ。
世木地域の地形は左手の五指と手の平にしばしば例えられ、親指が桂川本流、人差し指が中世木川、中指が木住川、薬指が田原川、小指が胡麻川である。それら5河川が合流する一帯（手の平）に集落群を成すのが日吉町殿田で、木住川上流が日吉町生畑、下流が日吉町木住、中世木川沿いに集落を形成するのが日吉町中世木となり、これら4集落で現在の世木地域を構成している。親指に当たる部分にも集落があったが、1972年（昭和47年）に着手した日吉ダムの建設で廃村している。

## 流域の村
南丹市（日吉町）
- 世木
  - 生畑
  - 木住
  - 中
  - 殿田

## 主な支流
- 折ヤ谷川
- 大藤谷川
- 小畑川
  - 大神楽川
  - 中ノ前川
- 犬飼川

## 主な橋梁

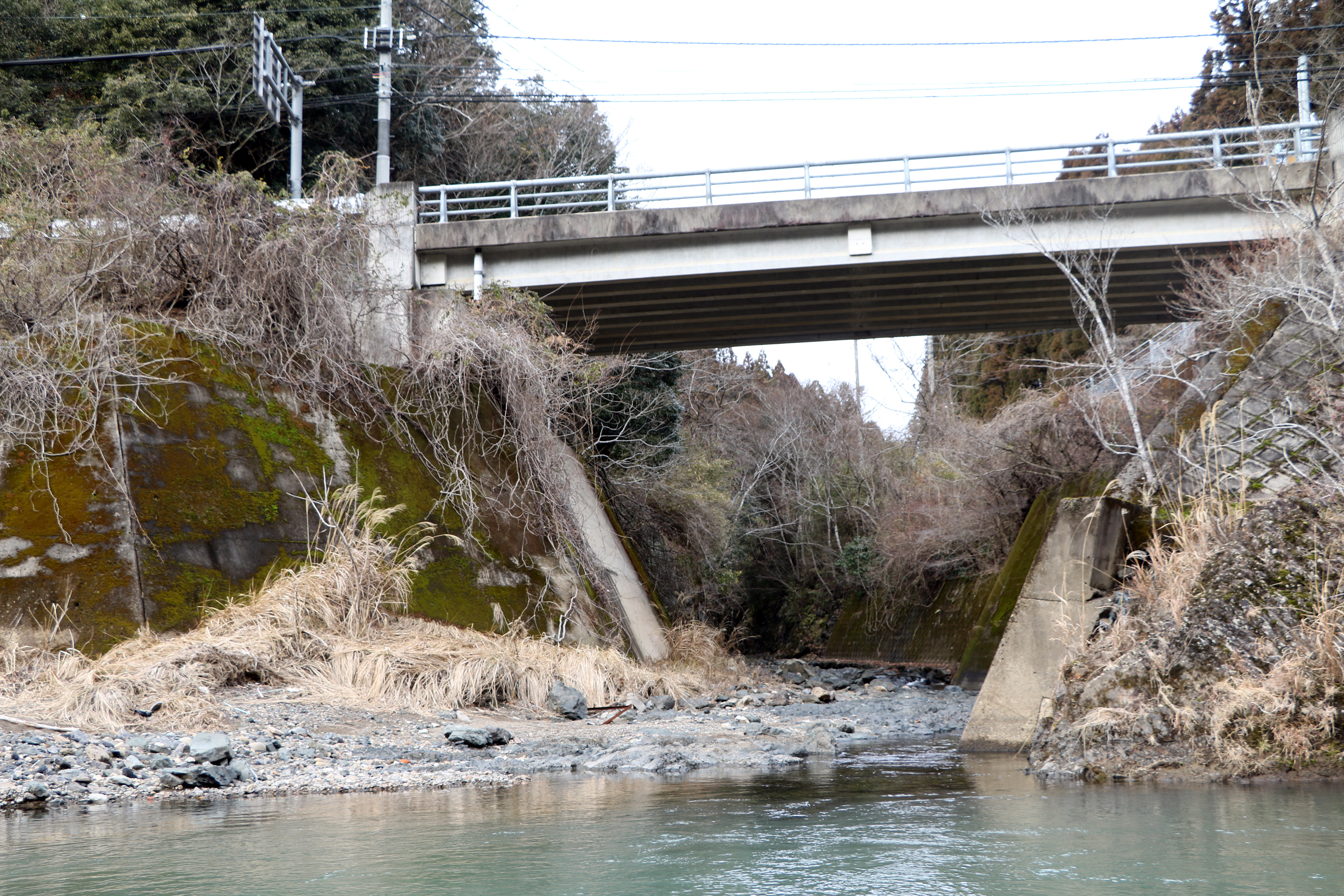
桂川の合流地点に架かる小道津橋。2025年2月2日撮影。

一般道路
- 番戸橋（日吉町木住）
- 観音橋（日吉町木住）
- 猪ノ谷橋（日吉町木住）
- 脇谷橋（日吉町木住）
- 高井根橋（日吉町木住）
- 岩脇橋（日吉町木住）
- 大町上橋（日吉町木住）
- 大町下橋（日吉町木住）
- 木住橋（日吉町木住）
- 杉カセ橋（日吉町木住）
- 笛吹橋（日吉町中）
- 宮の平橋（日吉町中）
- 小道津橋（日吉町中）

## 流域にある水道施設
生畑・木住簡易水道事（簡易水道の浄水場）
- 生畑・木住浄水場 – 日吉町生畑西ノ元1番地 外
  - 計画人口：370人
  - 計画給水量：148m3/日
  - 施設能力：148m3/日
  - 水源の種類：伏流水・浅層地下水
  - 浄水処理方式：緩速ろ過
- 生畑配水池
  - 池数：2
  - 容量：70.2m3
  - 構造：RC造
- 小畑配水池
  - 池数：2
  - 容量：38.2m3
  - 構造：RC造
- 上稗生配水池
  - 池数：2
  - 容量：45.5m3
  - 構造：RC造

## 漁業権
大堰川漁業協同組合の漁業権域に属している。

## 流域にある主な施設
- 南丹市日吉山の家 – 日吉町生畑ツノ元下16[3]
- 南丹市日吉森林総合利用施設 – 日吉町生畑日頭1番地 外[4]
- 生畑区生活改善センター – 日吉町生畑天王29[3]
- 木住親水公園 – 日吉町木住向陽74番地[4]
- 木住区集会所 – 日吉町木住木戸ケ鼻7-3[3]
- 南丹市営バス日吉ターミナル – 日吉町木住木戸ケ鼻7-3[3]